# WWF Intercontinental Tag Team Championship
Le WWF Intercontinental Tag Team Championship est une compétition de catch. Elle a été de courte durée dans le championnat World Wrestling Federation (WWF) en 1991. Les ceintures ont été abandonnées plus tard, en 1991, lorsque le WWF rompu les liens avec le Japon UWF. Il n'y eut donc qu'un seul règne, celui de Perro Aguayo et de Gran Hamada.